# Sarcofago delle Amazzoni

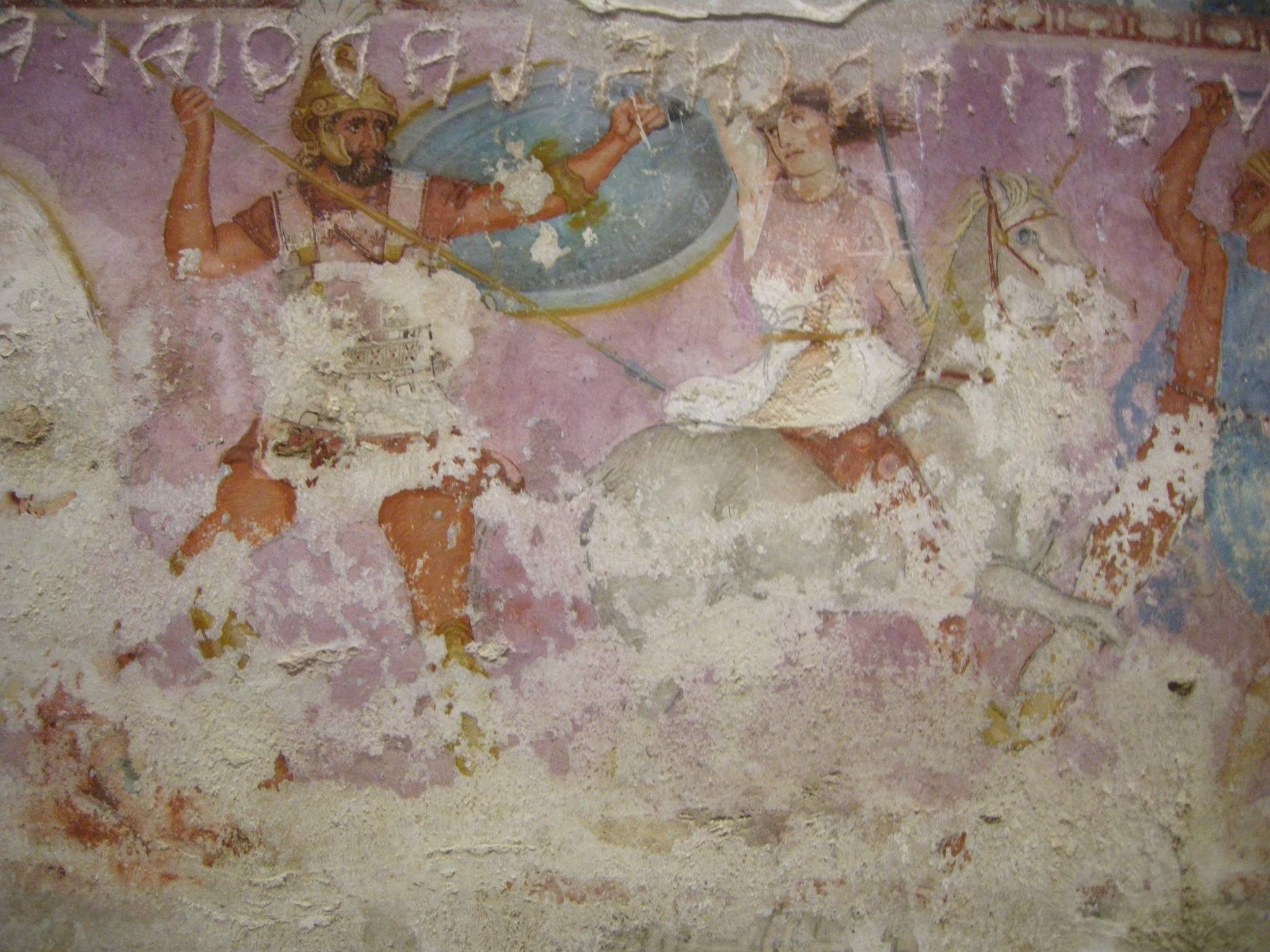
Dettaglio del lato principale con la Battaglia tra Greci e Amazzoni

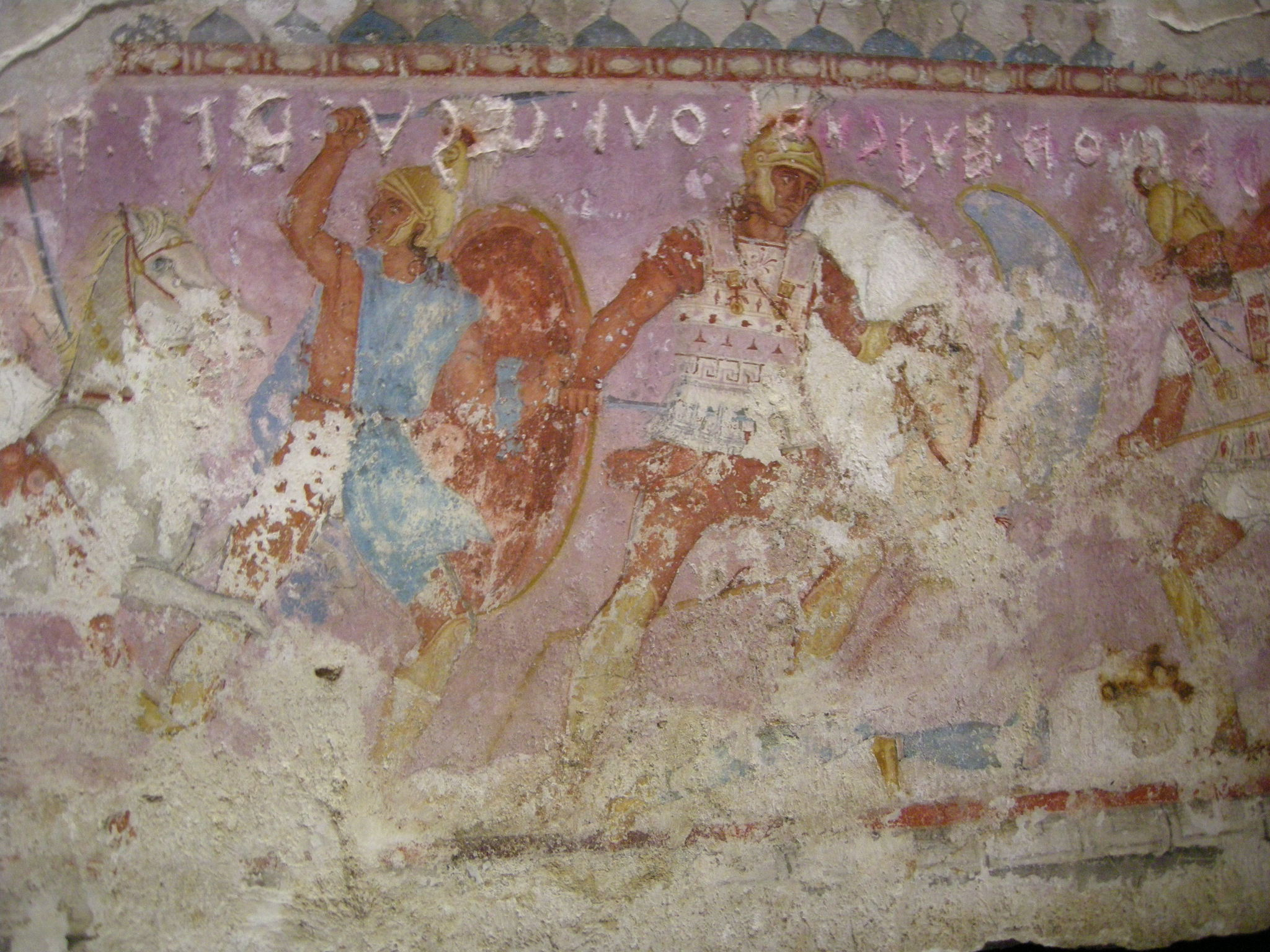
Dettaglio del lato principale

Il Sarcofago delle Amazzoni è un grande sarcofago etrusco databile al terzo venticinquennio del IV secolo a.C. e conservato nel Museo archeologico nazionale di Firenze. Si tratta di un rarissimo esempio di pittura antica, di straordinaria freschezza anche grazie ai restauri conclusi nel 2007.

## Storia
Il sarcofago venne rinvenuto a Tarquinia nel 1869 con un altro sarcofago simile (ma senza pitture figurative) poi andato perduto. Venne destinato dal governo sabaudo a Firenze nel 1872. Probabilmente il manufatto venne fabbricato in Grecia e spedito in Italia ancora semilavorato. La cassa è sicuramente greca (o meglio della Magna Grecia) come dimostra la bianca pietra di alabastro calcareo, di un tipo che non esiste in Etruria, e anche l'elevata qualità pittorica della decorazione che non ha riscontri in ambito etrusco.

## Descrizione
Si tratta di un sarcofago di tipologia architettonica, riproducente un tempietto, con i quattro lati decorati da pitture di artisti greci. La cassa è piuttosto semplice, a forma di parallelepipedo con le facce lisce, ricavato da un unico blocco di marmo dell'Asia Minore.
Forse l'intero coperchio a spiovente venne realizzato in Etruria, come sembrano suggerire i bassorilievi sui frontoncini laterali con il mito di Atteone sbranato dai cani, tipica del mondo etrusco. Anche l'acroterio centrale a forma di testa sporgente trova riscontri nell'ambito della produzione etrusca. Gli acroteri laterali sono protomi umane.
Sul sarcofago si trovano due iscrizioni in lingua etrusca: una grande sullo spiovente del coperchio riporta il nome della defunta "Ramtha Huzcnai" (TLE^2 122); l'altra reca pure il nome con poche aggiunte e si trova su uno dei lati lunghi della cassa. Per realizzarle lo scriba etrusco non si preoccupò di incidere le pitture. 
I quattro lati del sarcofago sono istoriati con pitture di Amazzonomachia, inquadrata su ciascuno entro una cornice dipinta con pilastri dorici agli angoli su una krepis continua con kyma dorico in prospettiva e kyma lesbio (in alto) con fregio a ovoli. Le pitture si dispiegano sui quattro lati con scene di lotta tra Greci e Amazzoni, raffigurate con grande varietà: a piedi a cavallo, su carro ecc.
Le scene sono composte organicamente in gruppi su sfondo neutro, di colore rossastro-vinaccia, privo di qualsiasi connotazione ambientale a parte il generico terreno. Le figure, che compongono gruppi di due o tre in combattimento, sono caratterizzate singolarmente, in composizioni accurate e ben studiate, che riecheggiano in alcuni casi i rilievi del Mausoleo di Alicarnasso. I confronti con la plastica e la ceramografia sembrano ricondurre a un ambito di pittura tarantina. 
I lati lunghi sono composti con accostamenti paratattici: uno mostra due gruppi di due combattenti ai lati e due di tre al centro; l'altro lato (di qualità pittorica più scadente) due quadrighe al centro, dirette verso un gruppo centrale in movimento, secondo uno schema di simmetria più rigida. I colori utilizzati sono vivi e brillanti, con un chiaroscuro sia tratteggiato sia fluido che ha il suo vertice sul lato con l'iscrizione: qui segue principi più organici, mentre sugli altri lati è più casuale. L'Amazzone centrale a cavallo è di particolare finezza, con le parti nude in scorcio con tenui sfumature coloristiche. La forte tensione drammatica riecheggia i grandi cicli pittorici greci della metà del IV secolo a.C.
L'artefice e la sua bottega dovevano essere di cultura ellenica, ma non greci, a causa di alcuni piccoli dettagli di tradizione italica, in particolare le bardature dei cavalli. Forse erano dell'Italia meridionale, magari di formazione tarantina, emigrati in Etruria, ivi operanti e fortemente influenzati dalla tradizione iconografica che vi si era da tempo creata riguardo al tema greco dell’Amazzonomachia.

## Altre immagini

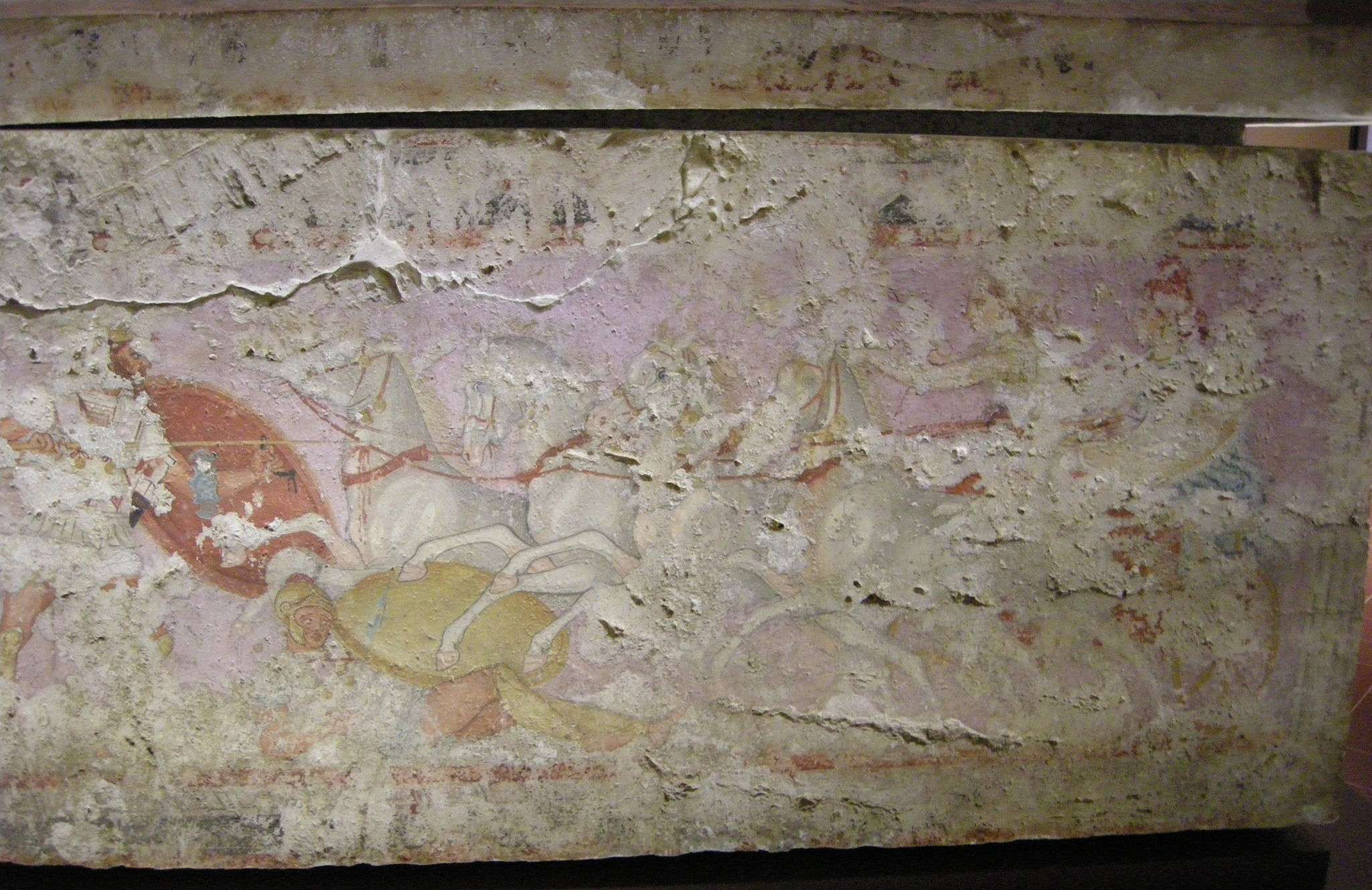
Lato lungo
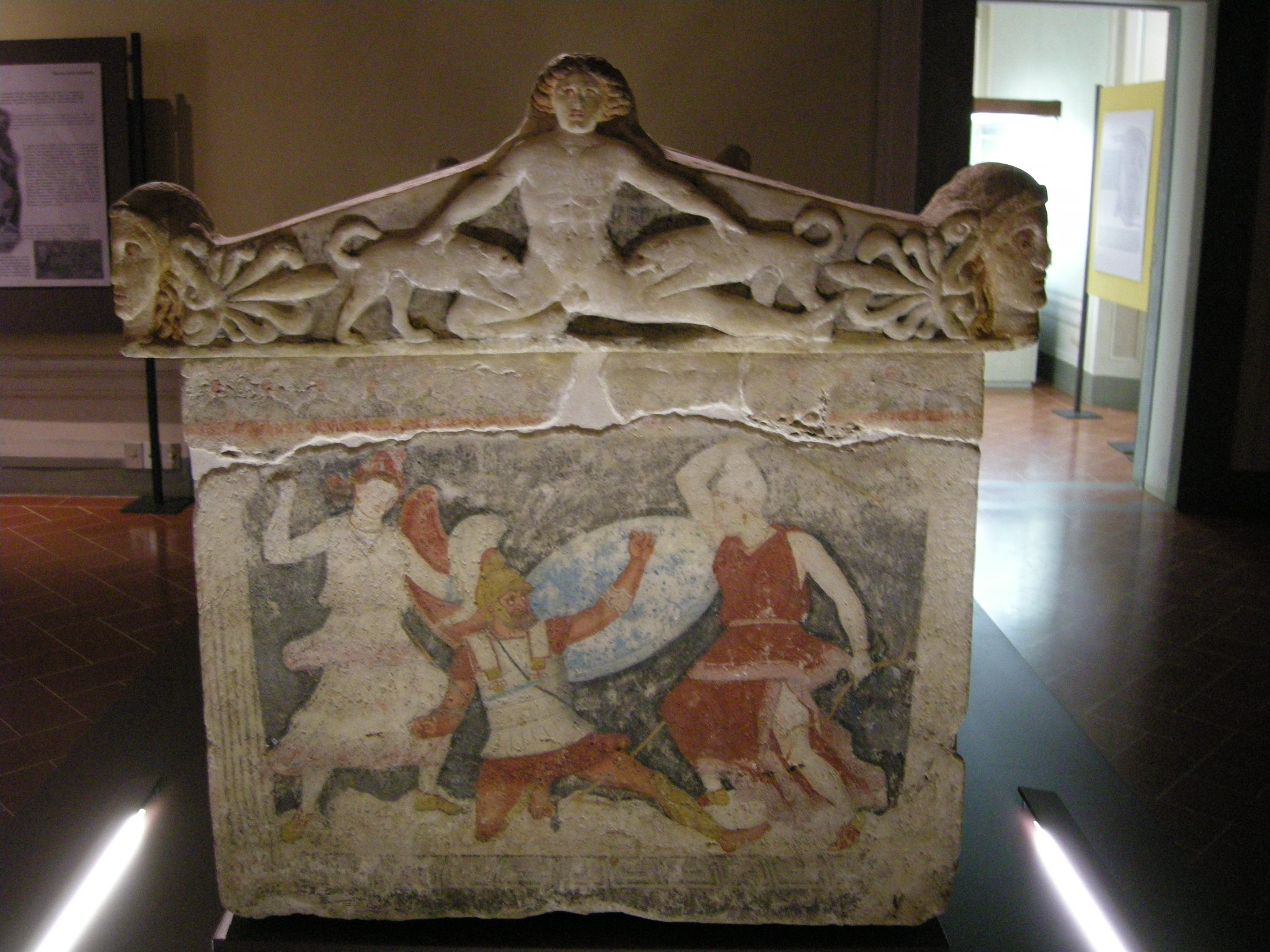
Lato breve
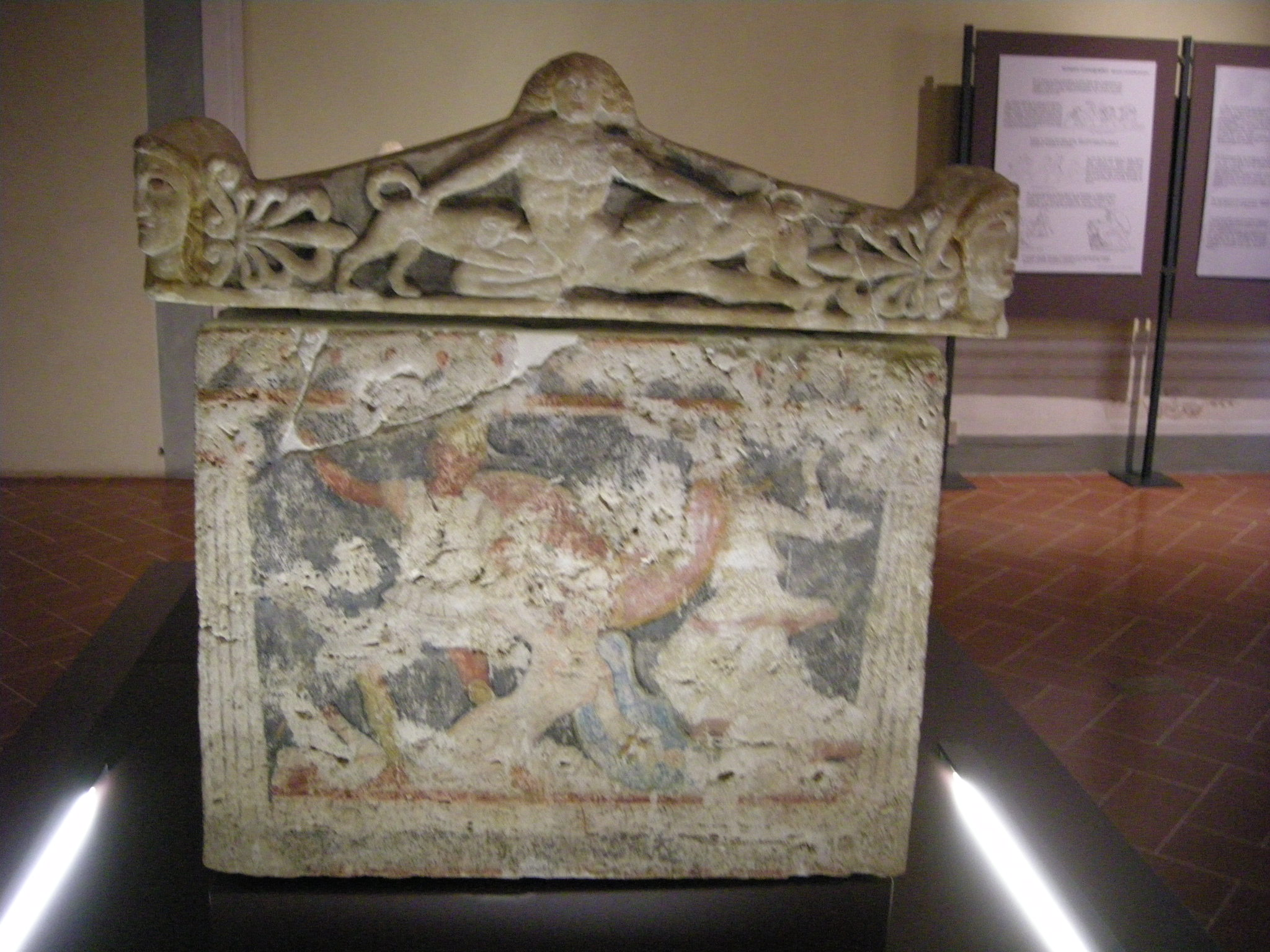
Lato breve
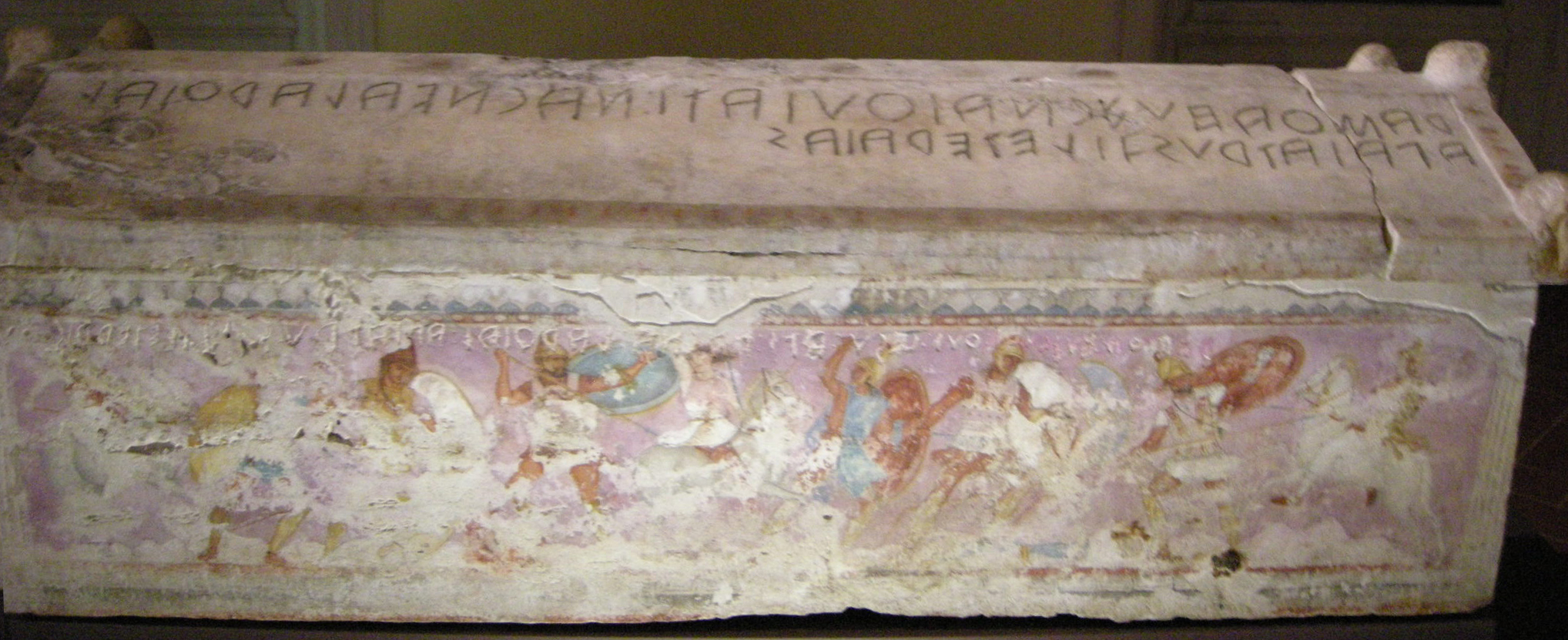
Iscrizione sul coperchio